# بيتر جاكوبس ربيع
بيتر جاكوبس ربيع (بالإنجليزية: Pieter Jacobus Rabie)‏ هو قاضي جنوب أفريقي، ولد في 1917، وتوفي في 1997.